# Gola Glava
Gola Glava (em cirílico: Гола Глава) é uma vila da Sérvia localizada no município de Valjevo, pertencente ao distrito de Kolubara. A sua população era de 555 habitantes segundo o censo de 2011.

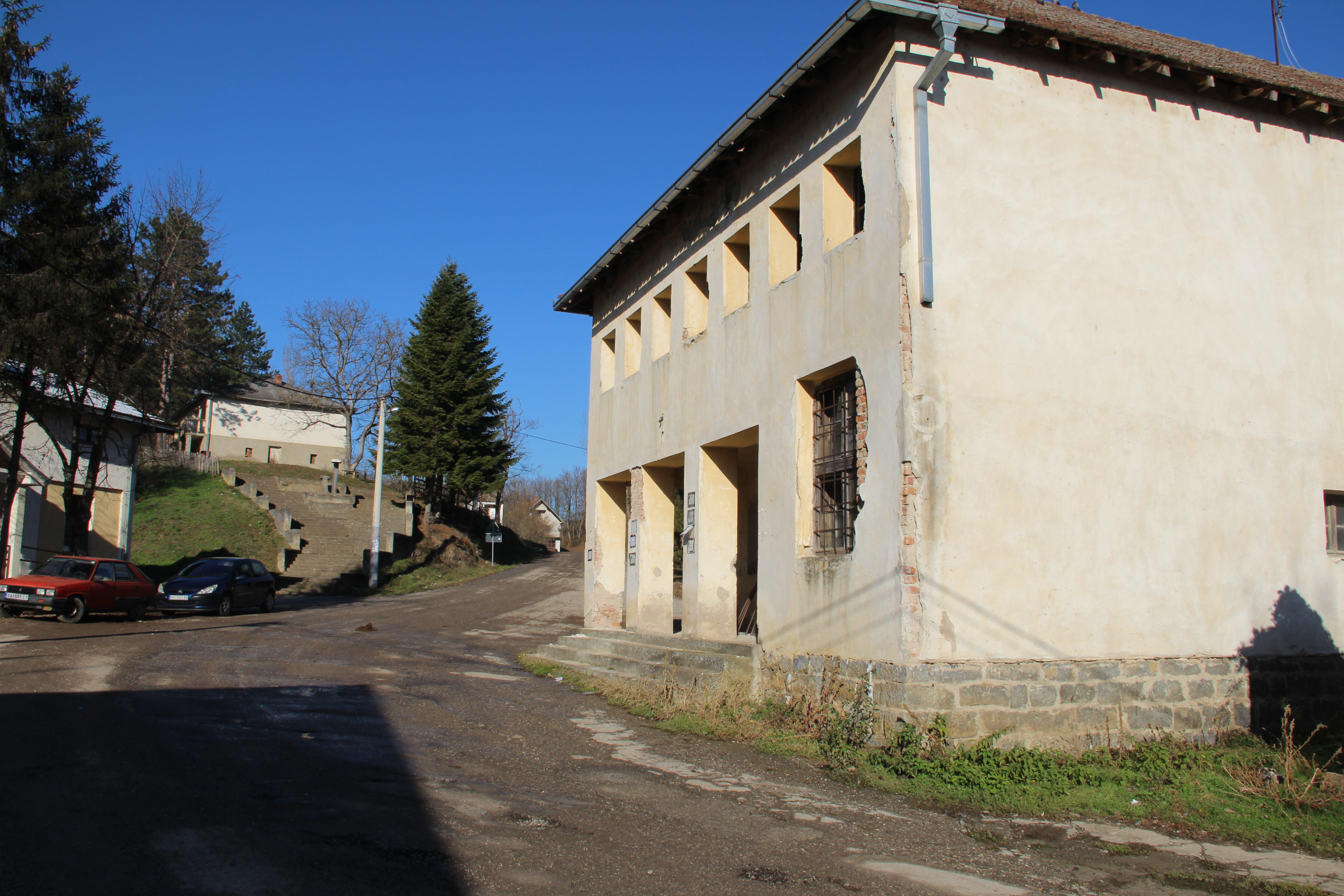
Gola Glava - panorama
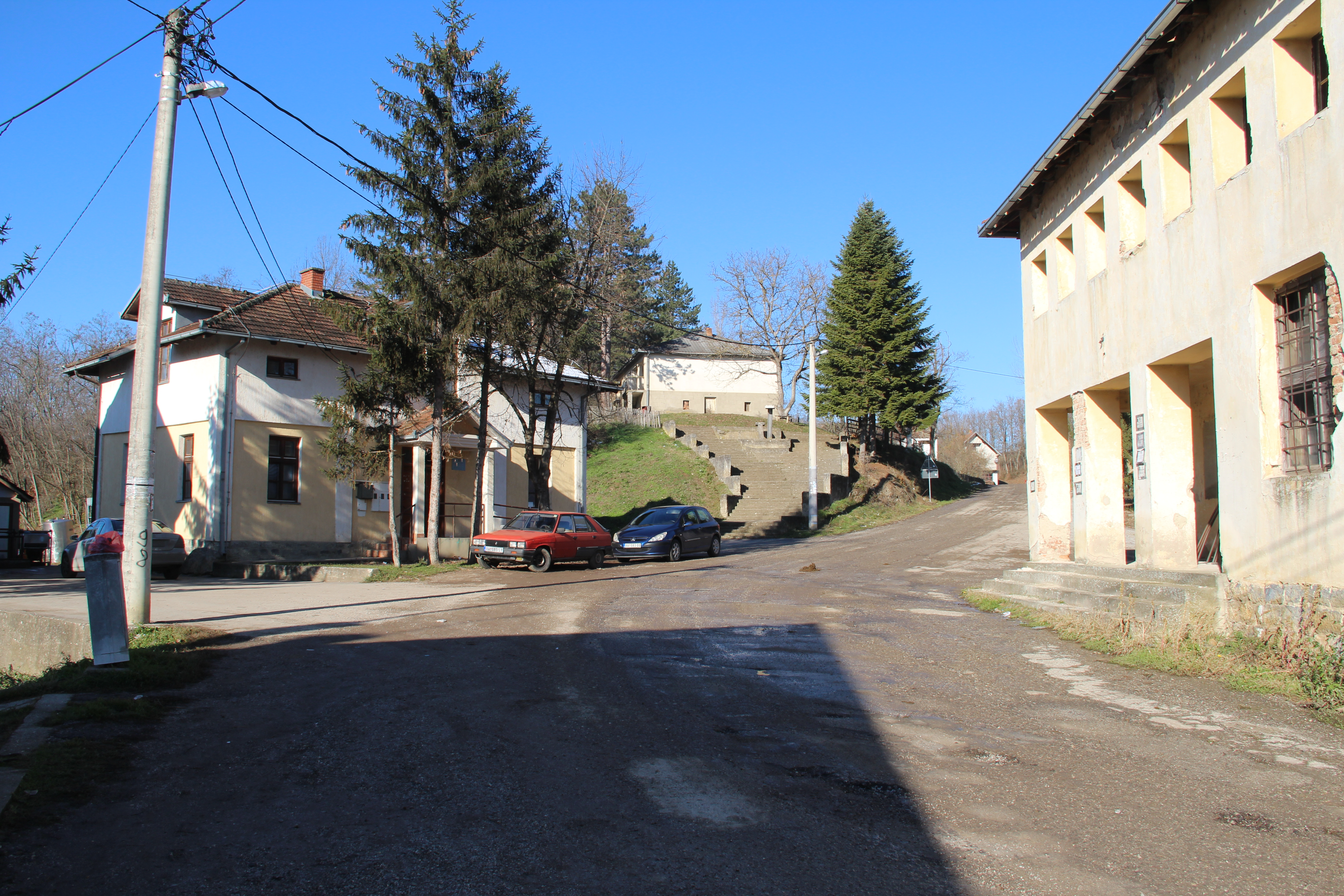
Gola Glava - panorama
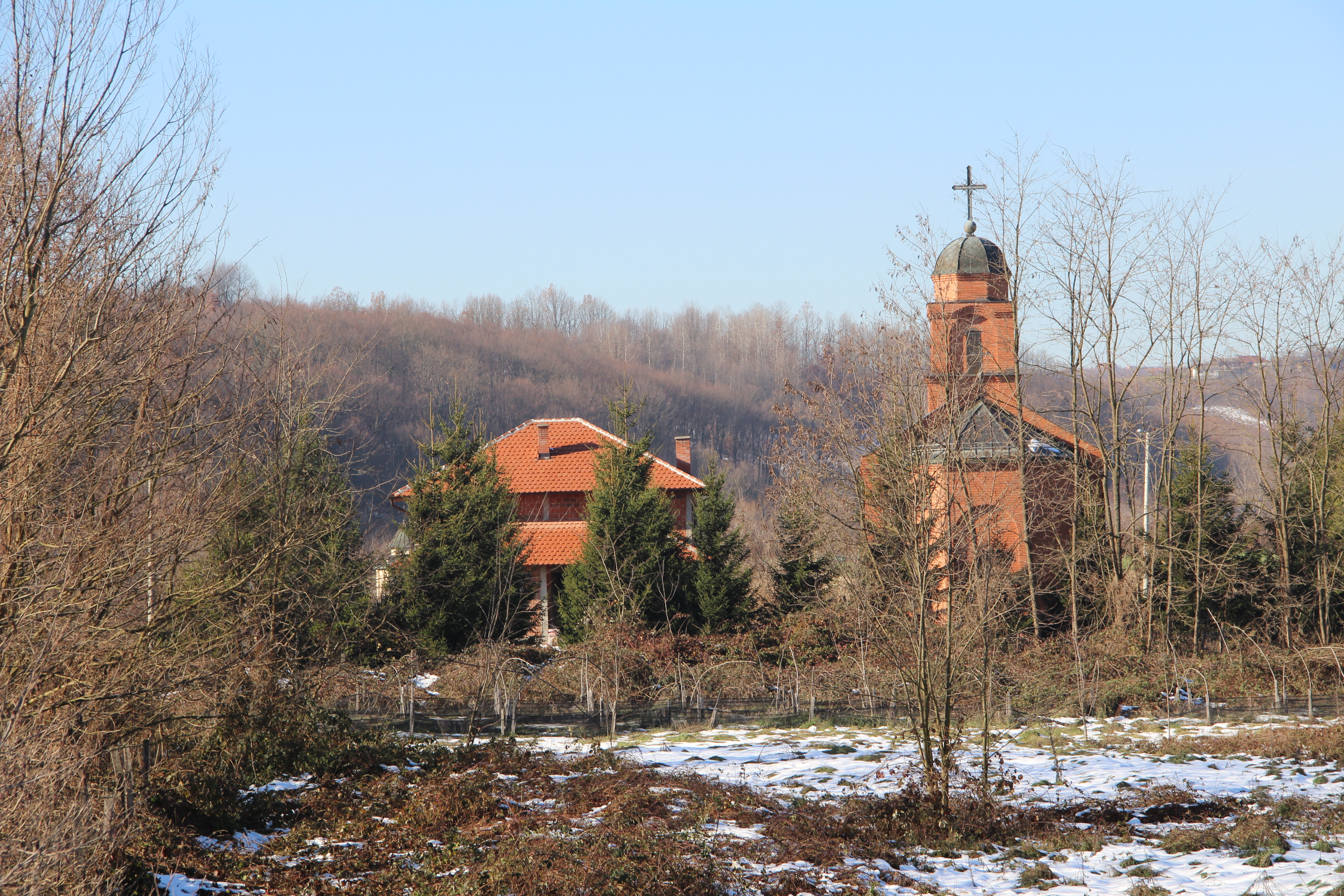
Gola Glava - igreja
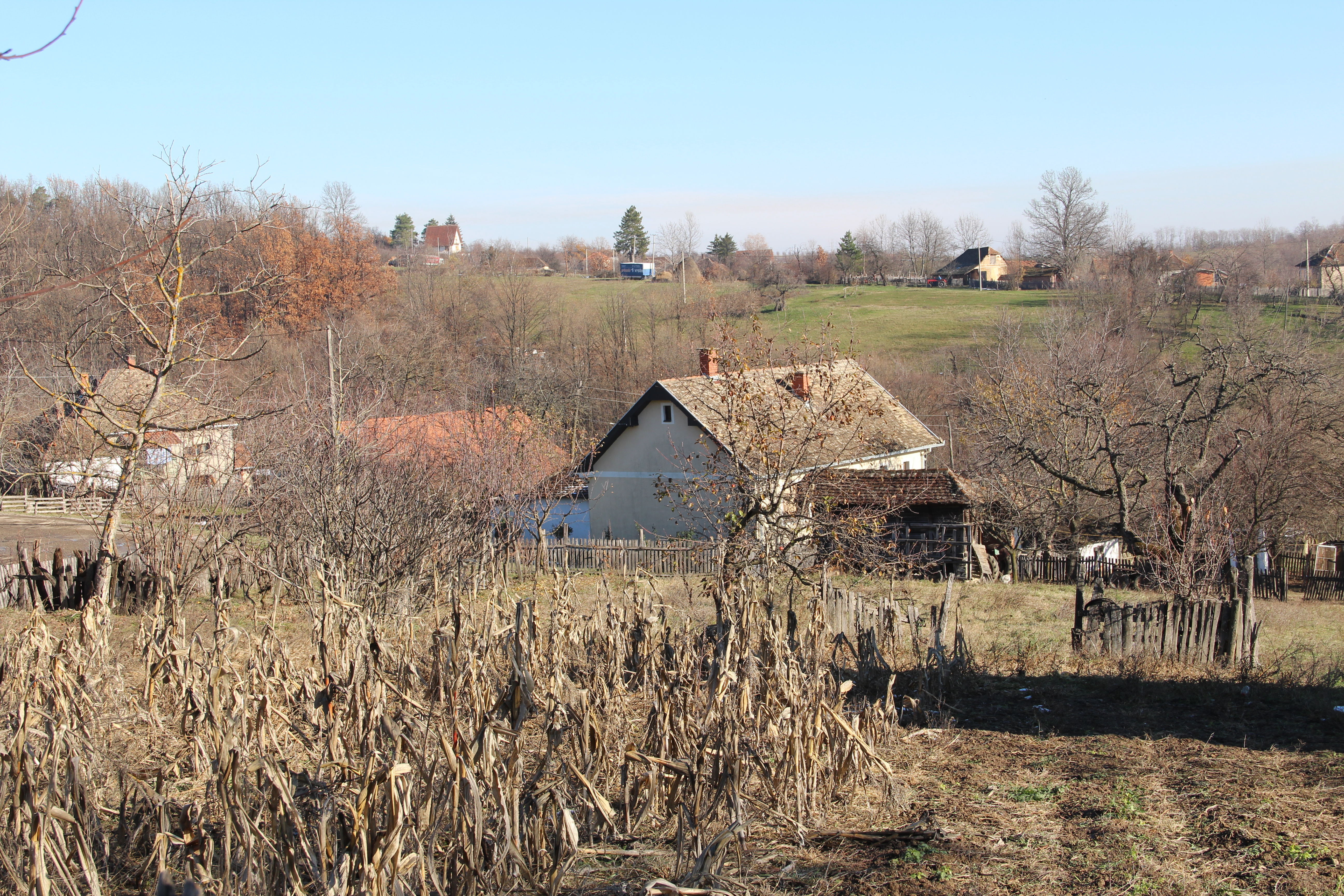
Gola Glava - panorama
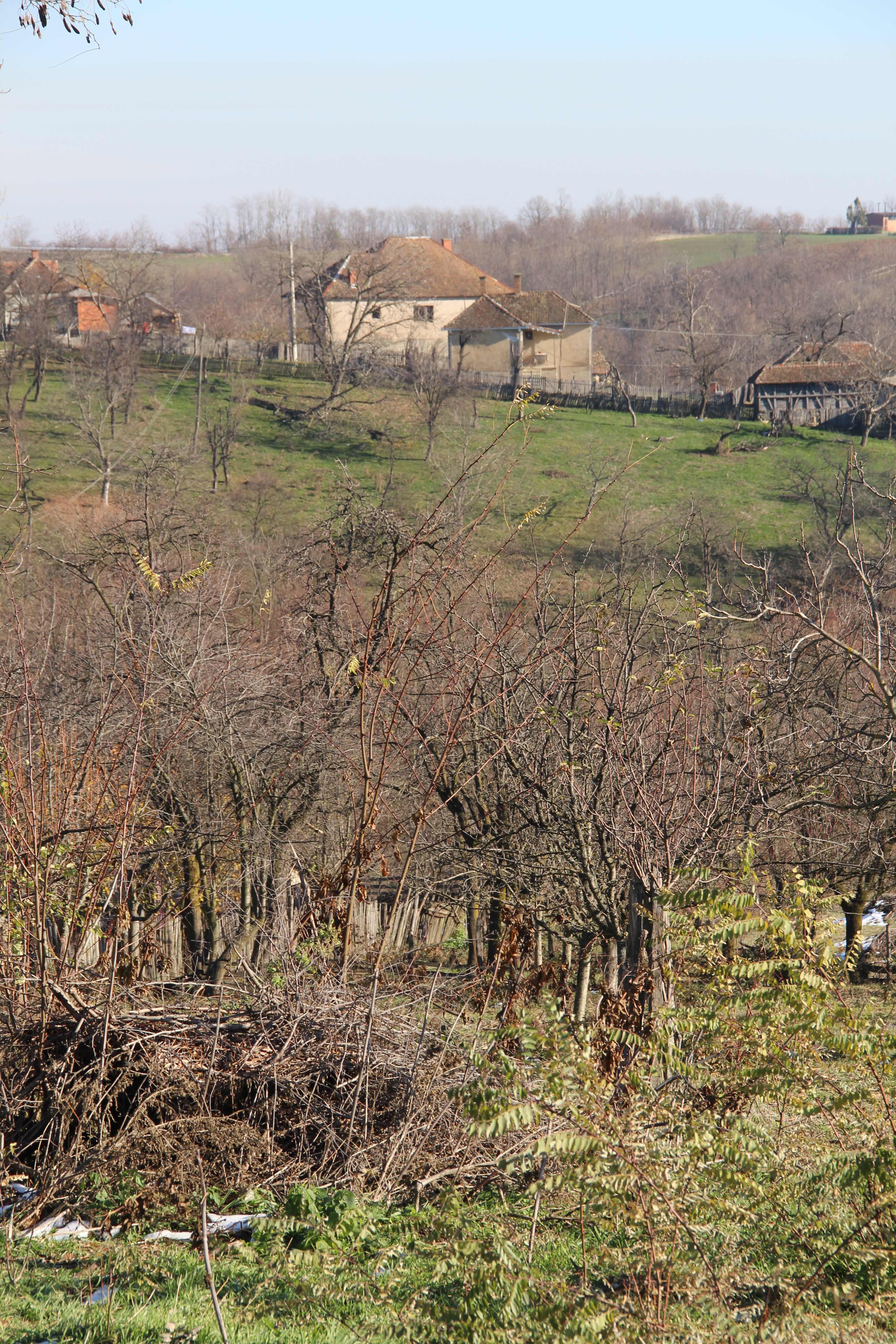
Gola Glava - panorama
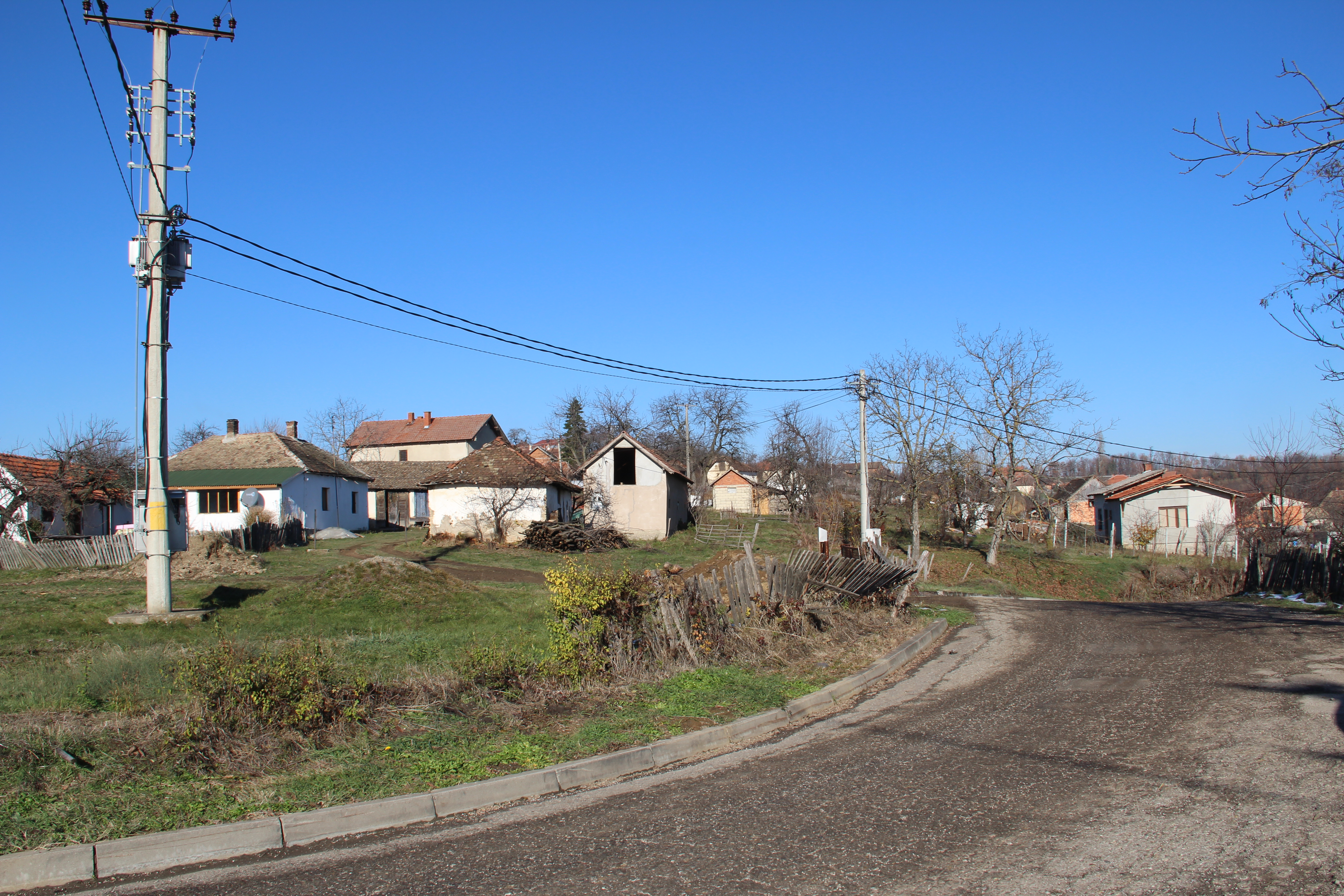
Gola Glava - panorama
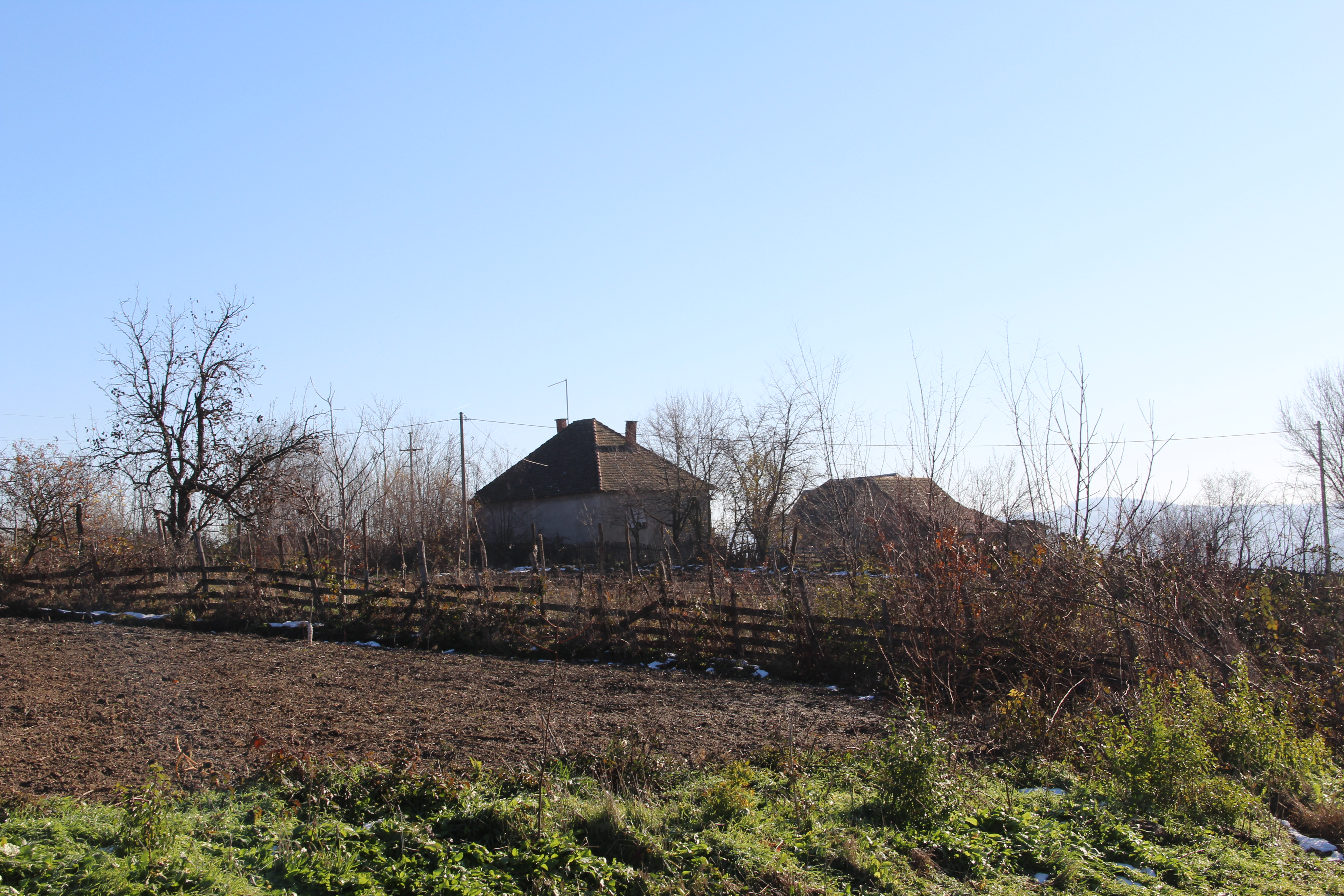
Gola Glava - panorama

## Demografia
| 1948  | 1953  | 1961  | 1971  | 1981 | 1991 | 2002 | 2011 |
| ----- | ----- | ----- | ----- | ---- | ---- | ---- | ---- |
| 1 290 | 1 283 | 1 231 | 1 029 | 888  | 767  | 793  | 555  |